# Eugen, Arhiduce de Austria
Arhiducele Eugen Ferdinand Pius Bernhard Felix Maria de Austria-Teschen (n. 21 mai 1863, Groß Seelowitz⁠(d), Monarhia Habsburgică – d. 30 decembrie 1954, Merano, Trentino-Tirolul de Sud, Italia) a fost Arhiduce de Austria și Prinț al Ungariei și Boemiei. A fost ultimul Mare Maestru al Cavalerilor Teutoni din dinastia de Habsburg.

## Primii ani

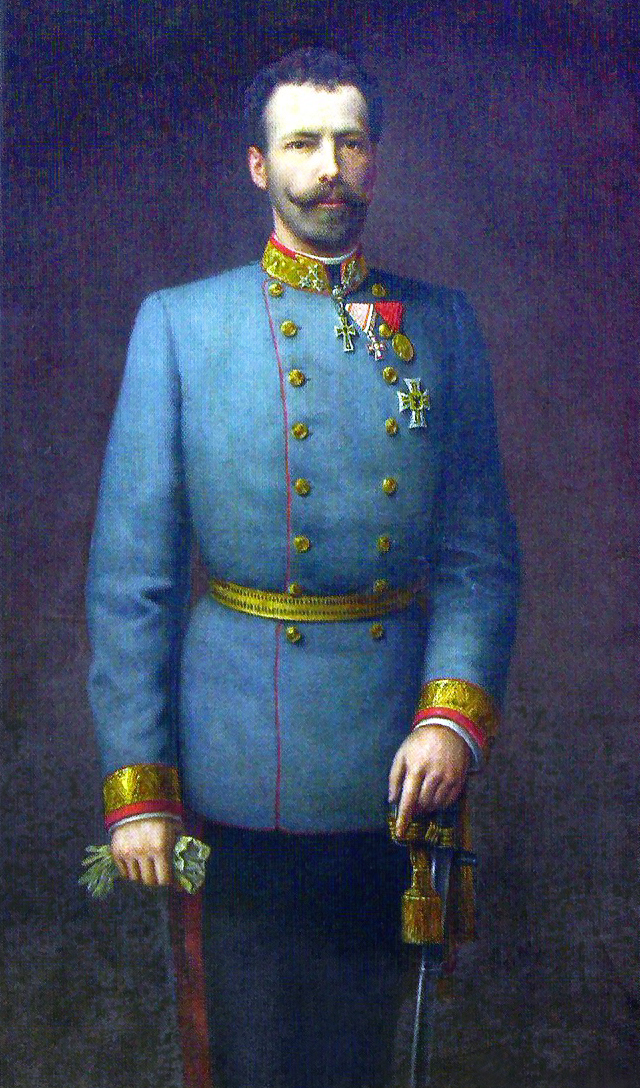
Eugen, Arhiduce de Austria

Eugen a fost al treilea fiu al Arhiducelui Karl Ferdinand de Austria și a soției acestuia, Arhiducesa Elisabeta Franziska de Austria. S-a născut la castelul din Gross Seelowitz, în apropiere de Brünn (Brno) în Moravia. La botez a primit numele Eugen Ferdinand Pius Bernhard Felix Maria. Educația lui a fost una spartană. Viața de la țară la Gross Seelowitz și vacanțele petrecute la Gmund au alternat cu o educație solidă și instrucțiuni stricte.
La Albrechtspalais în Viena, Eugen a fost instruit în toate domeniile militare și în plus în: muzică, istoria artei și limbi străine. La vârsta de 14 ani continuând tradiția familiei, a început carieră militară la regimentul Kaiserjäger și a fost comandant cu rang de locotenent (Leutnant) la 27 octombrie 1877. La scurt timp după aceea a fost transferat ca Oberleutnant la un regimentul de husari și în anii următori a participat la mai multe manevre militare.
În 1882, Eugen a fost examinat de o comisie care a verificat capacitatea sa de a participa la academia militară de la Wiener Neustadt. El a studiat aici în perioada 1883-1885 și, ulterior, a absolvit cu succes în calitate de ofițer. În plus față de cariera militară, la 11 ianuarie 1887, Eugen a devenit cavaler al Ordinului teutonic.

## Arbore genealogic
1. 1 2  regionální databáze Knihovny města Olomouce, accesat în 26 septembrie 2024